# Оскар Лоанго
Оскар Лоанго Соліс (ісп. Óscar Loango Solís; нар. 21 травня 1992, Гуапі, департамент Каука) — колумбійський борець греко-римського стилю, срібний та дворазовий бронзовий призер Панамериканських чемпіонатів, дворазовий чемпіон та дворазовий бронзовий призер чемпіонатів Південної Америки, срібний та бронзовий призер Південноамериканських ігор, бронзовий призер Центральноамериканських і Карибських ігор, дворазовий срібний призер Боліваріанських ігор.

## Життєпис
У 2012 році став Панамериканським чемпіоном серед юніорів.

## Спортивні результати на міжнародних змаганнях

### Виступи на Панамериканських чемпіонатах
| Змагання                                   | Збірна   | Вагова категорія                 | Місце  |
| ------------------------------------------ | -------- | -------------------------------- | ------ |
| Панамериканський чемпіонат з боротьби 2013 | Колумбія | греко-римська боротьба, до 96 кг | 9      |
| Панамериканський чемпіонат з боротьби 2014 | Колумбія | греко-римська боротьба, до 98 кг | Срібло |
| Панамериканський чемпіонат з боротьби 2015 | Колумбія | греко-римська боротьба, до 98 кг | 7      |
| Панамериканський чемпіонат з боротьби 2015 | Колумбія | вільна боротьба, до 97 кг        | 13     |
| Панамериканський чемпіонат з боротьби 2016 | Колумбія | греко-римська боротьба, до 98 кг | Бронза |
| Панамериканський чемпіонат з боротьби 2017 | Колумбія | греко-римська боротьба, до 98 кг | 7      |
| Панамериканський чемпіонат з боротьби 2018 | Колумбія | греко-римська боротьба, до 97 кг | Бронза |
| Панамериканський чемпіонат з боротьби 2019 | Колумбія | греко-римська боротьба, до 97 кг | 5      |

### Виступи на Панамериканських іграх
| Змагання                  | Збірна   | Вагова категорія                 | Місце |
| ------------------------- | -------- | -------------------------------- | ----- |
| Панамериканські ігри 2015 | Колумбія | греко-римська боротьба, до 98 кг | 5     |
| Панамериканські ігри 2019 | Колумбія | греко-римська боротьба, до 97 кг | 8     |

### Виступи на Чемпіонатах Південної Америки
| Змагання                                    | Збірна   | Вагова категорія                 | Місце  |
| ------------------------------------------- | -------- | -------------------------------- | ------ |
| Чемпіонат Південної Америки з боротьби 2012 | Колумбія | греко-римська боротьба, до 96 кг | Бронза |
| Чемпіонат Південної Америки з боротьби 2013 | Колумбія | греко-римська боротьба, до 96 кг | Золото |
| Чемпіонат Південної Америки з боротьби 2014 | Колумбія | греко-римська боротьба, до 98 кг | Бронза |
| Чемпіонат Південної Америки з боротьби 2016 | Колумбія | греко-римська боротьба, до 98 кг | Золото |

### Виступи на Південноамериканських іграх
| Змагання                       | Збірна   | Вагова категорія                 | Місце  |
| ------------------------------ | -------- | -------------------------------- | ------ |
| Південноамериканські ігри 2014 | Колумбія | греко-римська боротьба, до 98 кг | Бронза |
| Південноамериканські ігри 2018 | Колумбія | греко-римська боротьба, до 97 кг | Срібло |

### Виступи на Центральноамериканських і Карибських іграх
| Змагання                                                | Збірна   | Вагова категорія                 | Місце  |
| ------------------------------------------------------- | -------- | -------------------------------- | ------ |
| Центральноамериканські і Карибські ігри 2014 (Сан-Хуан) | Колумбія | греко-римська боротьба, до 98 кг | Бронза |
| Центральноамериканські і Карибські ігри 2014 (Веракрус) | Колумбія | греко-римська боротьба, до 98 кг | 5      |
| Центральноамериканські і Карибські ігри 2018            | Колумбія | греко-римська боротьба, до 97 кг | 7      |

### Виступи на Центральноамериканських і Карибських чемпіонатах
| Змагання                                                       | Збірна   | Вагова категорія                 | Місце |
| -------------------------------------------------------------- | -------- | -------------------------------- | ----- |
| Центральноамериканський і Карибський чемпіонат з боротьби 2018 | Колумбія | греко-римська боротьба, до 97 кг | 5     |

### Виступи на Боліваріанських іграх
| Змагання                 | Збірна   | Вагова категорія                 | Місце  |
| ------------------------ | -------- | -------------------------------- | ------ |
| Боліваріанські ігри 2013 | Колумбія | греко-римська боротьба, до 96 кг | Срібло |
| Боліваріанські ігри 2017 | Колумбія | греко-римська боротьба, до 96 кг | Срібло |

### Виступи на інших змаганнях
| Змагання                                                     | Збірна   | Вагова категорія                  | Місце  |
| ------------------------------------------------------------ | -------- | --------------------------------- | ------ |
| Олімпійський кваліфікаційний турнір з боротьби 2016 (Фріско) | Колумбія | греко-римська боротьба, до 98 кг  | Бронза |
| Гран-прі Іспанії з боротьби 2019                             | Колумбія | греко-римська боротьба, до 97 кг  | 8      |
| Гран-прі Іспанії з боротьби 2023                             | Колумбія | греко-римська боротьба, до 130 кг | Срібло |

### Виступи на змаганнях молодших вікових груп
| Змагання                                                 | Збірна   | Вагова категорія                 | Місце  |
| -------------------------------------------------------- | -------- | -------------------------------- | ------ |
| Панамериканський чемпіонат з боротьби серед юніорів 2012 | Колумбія | греко-римська боротьба, до 84 кг | Золото |